# Modelo de generaciones solapadas
El modelo de generaciones solapadas, abreviado como OLG (OLG, Overlapping Generations Model, en inglés), es un tipo de modelo económico en el cual los agentes viven por una longitud infinita de tiempo y viven lo suficiente para soportar al menos dos períodos de vida de las próximas generaciones.
El concepto del modelo de generaciones solapadas fue ideado por Maurice Allais en 1947 y popularizado por Paul Samuelson en 1958 como una forma simplificada de modelos de monetarios y macroeconómicos. Los modelos de generaciones solapadas pueden tener diferentes características en función del objeto de estudio, pero la mayoría de los modelos comparten varios elementos clave:
- los individuos reciben una dotación de bienes al nacer
- los bienes no pueden durar más de un período
- el dinero permanece para múltiples períodos
- las personas deben consumir en todos los periodos, y su utilidad de por vida es una función del consumo en todos los períodos

## Modelo básico
El modelo de generaciones solapadas más básico tiene las siguientes características:
- Las personas viven por dos períodos, en el primer período de la vida, que se conocen como jóvenes. En el segundo período de la vida, que se conocen como ancianos.
- Un número de individuos que nace en cada período.
- El número específico de nacidos en un período está determinado y se denota como Nt. Por ejemplo, N1 denota los individuos nacidos en el periodo 1.
- La economía comienza en el periodo 1. En el período 1, hay un grupo de personas que ya están ancianos. Ellos se conocen como la primera edad. Pueden ser denotados como N0.
- Sólo hay un bien en esta economía y no puede durar más de un período.
- Cada individuo recibe una dotación fija de este bien al nacer. Esta dotación se denota como y. Esta dotación de bienes también se puede considerar como una dotación de mano de obra que el individuo utiliza para trabajar y crear un verdadero ingreso igual al valor del bien y producido. En este marco, los individuos trabajan solamente durante la fase joven de su vida.

## Características del modelo
Dos aspectos importantes del modelo de generaciones solapadas es que, a diferencia del modelo de crecimiento de Ramsey, el nivel de capital en el estado estacionario no tiene por qué ser único ni eficiente. Esencialmente, porque hay un número infinito de agentes en la economía (en el tiempo) y no hay ninguna restricción previa de la ecuación diferencial que relaciona el stock de capital con la inversión (en cuenta que el primer teorema del bienestar requiere que haya un número finito de los consumidores en una economía). Por lo tanto es posible la existencia de equilibrios múltiples, e incluso la continuidad de ellos. El Cass criterion da las condiciones suficientes y necesarias cuando una asignación de equilibrio competitivo es ineficiente.
Además, es posible que el  "sobre ahorro" ocurra - una situación que puede ser mejorada por un planificador social. Puesto que hay un número infinito de generaciones, el planificador social podría transferir parte del consumo de una generación a la anterior, indemnizar a la primera generación con una transferencia a la siguiente y así sucesivamente, hasta el infinito. Sin embargo, determinadas restricciones a la tecnología subyacente de producción y los gustos de los consumidores pueden garantizar que el nivel en el estado estacionario de ahorro corresponda a la Regla de oro de la tasa de ahorro del modelo de crecimiento de Solow y así garantizar la eficiencia intertemporal. En el mismo sentido, la investigación más empírica sobre el tema ha demostrado que un exceso en el ahorro no parece ser un problema importante en el mundo real.
Una tercera contribución fundamental de los modelos de generaciones solapadas es que justifica la existencia del dinero como medio de intercambio. En un modelo de generaciones solapadas, el dinero es una innovación que mejora el bienestar.